# Rock and Torah
Pour plus de détails, voir Fiche technique et Distribution.
Rock and Torah (ou Le Préféré) est un film français réalisé par Marc-André Grynbaum et sorti en 1983.

## Synopsis
Isaac Stern, qui travaille dans le secteur de la confection dans le quartier du Sentier à Paris, se lance dans la musique en créant un groupe de rock : "Rock and Torah".

## Fiche technique
- Titre alternatif : Le préféré
- Réalisation : Marc-André Grynbaum
- Production : Harvert Productions[1]
- Scénario : Marc-André Grynbaum
- Photographie : Thierry Arbogast
- Musique : Jean-Philippe Goude, Ramon Pipin
- Montage : Georges Klotz
- Pays de production : France
- Langue : français
- Durée : 97 minutes[2]
- Date de sortie : 
  - France : 25 mars 1983

## Distribution
- Christian Clavier : Isaac Stern
- Charles Denner : Joseph, le père d'Isaac
- Rosy Varte : Esther, la mère d'Isaac
- Patricia Fauron : Christine
- Michel Boujenah : Norbert
- Jean-Luc Bideau : l'Ange Gabriel
- Thierry Lhermitte : Pierre le grand, 'El Sublimo'
- Gérard Berner : Abraham
- Roger Lumont : Jacques Rochepierre / Jacob Steinberg, le bougnat
- Rebecca Potok : Simone, la sœur d'Isaac
- Francis Lax : Théra
- Jacky Jakubowicz : l'expert-comptable / L'employé de la maison de disques
- Marc de Jonge : Jess, le chauffeur de Dieu
- Évelyne Dassas : Lolita
- Jean-Paul Farré : l'automobiliste
- Marcia Moretto : la chorégraphe